# Chambre des représentants (Jamaïque)
Pour les autres articles nationaux ou selon les autres juridictions, voir Chambre des représentants.
14e législature
Gordon House
La Chambre des représentants (en anglais : House of Representatives) est la chambre basse du parlement de Jamaïque. Ses 63 membres sont élus par les citoyens au scrutin direct.

## Système électoral
Les 63 sièges de la chambre sont pourvus pour cinq ans au scrutin majoritaire uninominal à un tour dans autant de circonscriptions uninominales.